# Dibétou

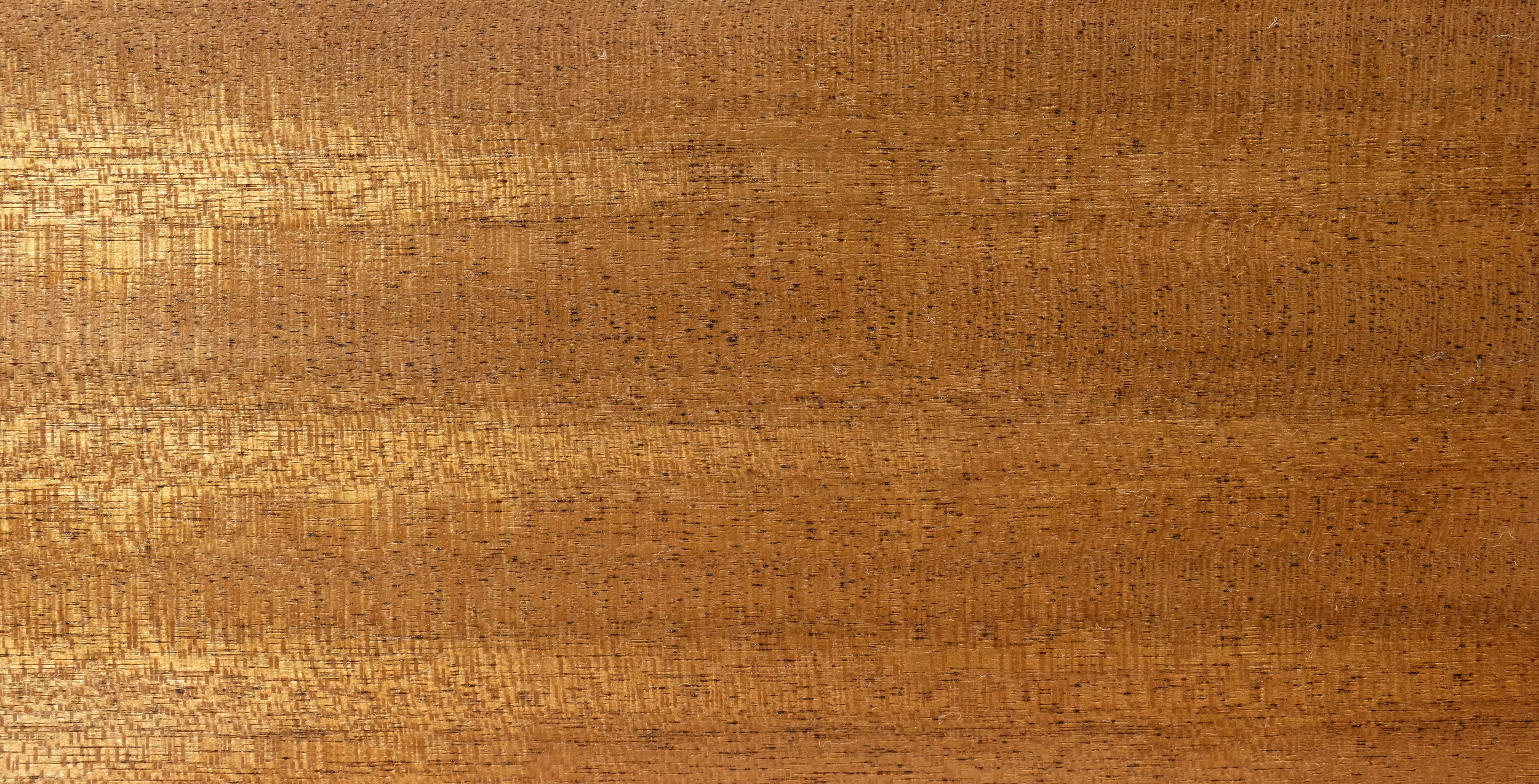
Kwartiers vlak (met duidelijke kruisdraad)

Dibétou is een houtsoort afkomstig van Lovoa (familie Meliaceae), dat voorkomt in tropisch West-Afrika.
Het heeft geelbruin gekleurd kernhout met goudachtige glans.  Het spinthout is eerder witgrijs tot beige. Het is makkelijk bewerkbaar. Het hout wordt vooral gebruikt voor binnenschrijnwerk, meubels, fineer voor marqueterie, geweerkolven, draaiwerk en biljarttafels. 